# 박준형 (희극인)
박준형(한국 한자: 朴俊亨, 1973년 12월 22일 ~ )은 대한민국의 희극 배우, 뮤지컬 배우, 방송인이며, 라디오 DJ로 개그맨 소속사 갈갈이패밀리의 대표이기도 하다.

## 생애
- 박준형은 1973년 12월 22일에 서울특별시 용산구에서 태어났다.
- 관악고등학교와 인하대학교 경영학과를 졸업하였다.
- 1997년 KBS 13기 공채 개그맨으로 입사하여, 2005년 7월 3일 김지혜와 결혼[2]했으며, 첫째 딸 박주니와 둘째 딸 박혜이가 있는데 KBS 13기에 앞서 MBC TV 개그맨 콘테스트 6기 - SBS 5기 개그맨 시험에 응시했으나[3]  탈락했다.
- 처음에 불우한 집안 사정을 겪으며, 아버지의 병원비를 내기위해 온갖 방송의 리포터로 뛰다가 개그콘서트에서 이승환, 정종철과 함께 '갈갈이 삼형제'라는 코너를 선보이고 무를 앞니로 가는 '갈갈이' 캐릭터는 전국을 뒤집을 정도로 대 인기를 끌었다.
- 박준형의 과거의 힘든 생활은 'TV 동화 행복한 세상'에서 한 에피소드로 제작되었다.
- 계속 승승장구하던 마침내 박준형은 2003년에 KBS 연예대상을 수상했는데, 지금까지의 수상자들은 대부분이 신동엽, 강호동처럼 버라이어티 진행자였던 것에 반해 수상자 중 유일무이하게 개그맨으로 연예대상을 받은 연예인이다.
- 그 후, MC, 방송인으로서의 활동도 하고 서울종합예술학교의 개그/MC과의 교수를 맡게 되었다. 그러나 그는 계속 《개그콘서트》를 떠나지 않고 '우비 삼남매', '마빡이', '사랑의 가족', '까다로운 변선생', '패션 7080' 등의 무수한 히트 코너에 출연하고 《개그콘서트》내에서도 가장 존경받는 대 선배로 자리매김한다.
- 그가 공전의 히트를 기록한 코너는 셀 수 없을 정도로 많은데 그 중 연예대상에서 최우수 작품상을 수상한 코너는 박준형의 생활 사투리, 사랑의 가족, 골목대장 마빡이 등이고 단일 개그맨의 최우수작품상 수상횟수도 그의 기록은 아직 깨지지 않을 수도 있다.
- 그가 그리 많은 코너를 히트시킬 수 있었던 원동력은 그가 개발한 "대학로 극장 시스템"에서 찾을 수 있는데 방송을 위한 개그를 미리 소극장에서 실험해보고 첨삭하는 과정을 계속 반복하는 형식이었다.
- 훗날 이 시스템은 많은 개콘후배들에게도 도움을 주었으며, 또 다른 공개코미디 《웃찾사》가 발전하는데도 크게 일조한다.
- 그러나 그는 콤비였던 정종철이 당시 개콘PD와의 불화로 출연정지를 당하게 되고 3개월뒤 《개그콘서트》를 떠나게되자 동생을 혼자 보낼수는 없다며 새로운 도전을 감행. 2008년 초 정종철, 오지헌과 함께 《개그콘서트》를 떠나 MBC 《개그야》, 《하땅사》등의 프로그램에 출연하였다.
- 2008년 3월 정종철과 오지헌 MBC 개그맨 첫 데뷔 이래 처음으로 이적하여 데뷔 자리 옮기고 개그야로 출연하였는데 MBC TV 개그맨 콘테스트 6기 시험에 응시했으나[4]  탈락했다.
- 2009년 9월 하땅사로 출연 하였다.
- 2011년에는 SBS의 신설 개그프로그램인 《개그투나잇》에서 강성범과 함께 공동 MC 역할을 맡아 소위 개그콘서트가 아니라 다른 방송의 코미디를 살리기 위해 노력했으며 강성범과 함께 SBS 공채 개그맨 5기에 응시했으나 본인(박준형)은 탈락했고[5] 본인(박준형) 외에도 정종철이 SBS 공채 5기에 응시했지만[6]  탈락하기도 했다.

- 2012년 《코미디빅리그》로 다시 둥지를 옮기고 새로운 개그실험을 하고 있는 그는 현재 공개방송 코미디를 하고있는 모든 개그맨 중 유일하게 방송3사 코미디를 다 경험한 개그맨이고 동기이자 절친인 개그맨 박성호와 함께 공개 코미디 서열 1위에 올라있다.

## 학력
- 서울신정국민학교 (졸업)
- 신서중학교 (졸업)
- 관악고등학교 (졸업)
- 인하대학교 경영대학 경영학과 (졸업)

## 방송 활동
- 2022년 KBS2 《살림하는 남자들》
- 2022년 SBS 《신벌벗고 돌싱포맨》
- 2021년 KBS2 《개승자》
- 2021년 KBS2 《불후의 명곡 전설을 노래하다》
- 2021년 TV조선 《뽕숭아학당》
- 2021년 MBN 《보이스킹》
- 2020년 KBS2 《TV는 사랑을 싣고》
- 2020년 KBS2 《옥탑방의 문제아들》- 게스트(with, 김지혜)
- 2020년 ~ 2021년 JTBC 《1호가 될 순 없어》
- 2018년 MBN 《속풀이쇼 동치미》
- 2018년 MBC «미스터리 음악쇼 복면가왕» - 참가자(가요계의 넝마주이 히피맨)
- 2016년 KBS2 《출발드림팀 시즌2》 332회
- 2016년 SBS 《웃음을 찾는 사람들》

〈세기의 대결 알파코〉
〈개그청문회〉(2017)
- 2016년 KBS2 《자동공부책상 위키2》 ... 가드폰 지키리우스 백작(목소리 연기) 역
- 2014년 KBS2 《자동공부책상 위키》 ... 가드폰 지키리우스 백작(목소리 연기) 역
- 2014년 MBC 《코미디의 길》
- 2012년 채널A 《위대한 밥상》
- 2011년 tvN 《코미디빅리그》
- 2011년 ~ 2013년 SBS 《개그 투나잇》
- 2010년 MBC GAME 《13 게임단》
- 2009년 KBS2 《리빙쇼 당신의 여섯시》
- 2009년 ~ 2010년 MBC 《하땅사》
- 2008년 ~ 2009년 MBC 《개그야》
- 2008년 KBS Joy 《연애의 발견! 뻔뻔한 TV》
- 2007년 SBS 《고스트 팡팡》
- 2006년 KBS2 《쇼 파워 비디오》
- 2004년 MBC 《제22회 창작동요제》
- 2004년 KBS2 《쇼 행운열차》

〈제17대 어전회의〉
〈바람의 파이터 옥배달〉(코미디 파일)
- 2003년 KBS2 《좋은나라 운동본부》
- 2003년 KBS1 《퀴즈! 막상막하》(4월 20일, 23회, 3대 퀴즈영웅)
- 2003년 KBS2 《TV는 사랑을 싣고》
- 2002년 KBS2 《갈갈이의 신나라 과학나라》
- 2001년 KBS2 《강력추천 고교챔프》(무림지존을 찾아라)
- 1999년 KBS2 《TV쇼 진품명품》
- 1998년, 1999년, 2002년, 2003년, 2004년, 2005년, 2006년, 2007년 KBS 《가족오락관》
- KBS2 《개그콘서트》

〈갈갈이 삼형제〉
〈개그제이 특공대〉시민 역
〈골목대장 마빡이〉
〈마빡이〉갈빡이 역
〈국민상담관리공단〉
〈그렇습니다〉
〈까다로운 변선생〉교장 역
〈대학로 블루스〉
〈돌겠네〉
〈동물의 왕국〉
〈동작그만〉
〈생활사투리〉
〈봉숭아 학당〉황장군, 선생님 역
〈비트박스〉
〈사랑의 가족〉
〈수능 박선생〉선생님 역
〈신 동작그만〉소대장 역
〈엽기적인 그〉
〈우비 삼남매〉
〈이글파이브〉
〈인터뷰〉
〈진짜 사나이〉
〈청년백서〉
〈패션 7080〉모델 역
<바바바 브라더스>
- 1998년 KBS2 긴급구조119
- 1997년 KBS2 《비디오 챔피언》
- 1997년 KBS2 《코미디 세상만사》

## 영화
- 2003년 《갈갈이 패밀리와 드라큐라》 - 준형 역
- 2003년 《마법경찰 갈갈이와 옥동자》 - 갈갈이 역
- 2007년 《동키호테》 - 동키호테 목소리 역
- 2007년 《챔피언 마빡이》- 박관장 역
- 2010년 《동자 대소동》
- 2016년 《종이 비행기》

## 라디오
- 2013년 12월 ~ MBC 표준FM 《박준형,박영잔의 2시만세》
- 2013년 3월 ~ 2013년 12월 MBC 표준FM 《박준형, 유채영의 좋은 주말》
- 2011년 ~ 2012년 SBS 러브FM 《박준형의 시사갈갈》
- 2010년 KBS 해피FM 《심현섭, 박준형의 신나는 오후 4시》
- 2008년 ~ 2010년 KBS 해피FM 《박준형의 네시엔》
- 2004년 ~ 2008년 KBS 해피FM 《박준형의 FM 인기가요》
- 2003년 5월 5일 ~ 2004년 KBS 쿨FM 《박준형, 김다래의 라디오 천하무적》

## 유행어

### 《개그콘서트》
- "개그는 개그일뿐, 따라하지 말자" - 개그콘서트 '청년백서' 코너에서
- "자, 그럼 무를 주세요~" - 개그콘서트 '갈갈이 삼형제' 코너에서
- "함께해주실 내이티비 스피커 탐을 모시겠습니다.", "하이~ 탐", "첫 번째 문장 들어갑니다." "어떻게 표현할까요? 전라도요~? or 경상도요~? or 충청도요~?"- 개그콘서트 '생활사투리' 코너에서
- "미달~ 나요!" - 개그콘서트 '봉숭아 학당' 코너에서
- "변~선~생~!" - 개그콘서트 '까다로운 변선생 변선생' 코너에서
- "바바 바바 바바 바바..." 개그콘서트  '바바바브라더스' 코너에서

## CF
- 1999년 일양약품 원비디
- 2002년 피자켓
- 2002년 롯데푸드 컬러파워 (임혁필, 김시덕, 박성호와 함께 출연)
- 2003년 해태htb 슈퍼팬돌이
- 2003년 동화약품 바르지오
- 2004년 처갓집 양념치킨
- 2007년 SK텔레콤 T 3G플러스
- 2009년 친절콜대리운전
- 2021년 리치앤코

## 뮤직 비디오
- 2017년 갑질이야 - 오정태

## 홍보대사
- 2008년 11월 방송엔터테인먼트 채용박람회 홍보대사
- 2008년 가정위탁보호 홍보대사
- 2009년 6월 세계걷기운동본부 홍보대사
- 2009년 6월 제12회 보령머드축제 홍보대사
- 2009년 11월 청소년폭력예방재단 홍보대사
- 2009년 11월 국립과천과학관 홍보대사
- 2009년 11월 청소년폭력예방재단 청소년지킴이 연예인 홍보대사
- 2010년 10월 G20정상회의 성공개최와 선진시민의식 확립을 위한 법질서 홍보대사
- 2011년 5월 2011 대한민국 오리데이 페스티벌 홍보대사, 한국오리협회 홍보모델 (with 김지혜)

## 수상 경력
- 2002년 KBS 연예대상 코미디 부문 최우수상
- 2002년 KBS 연예대상 코미디 부문 최우수코너상
- 2003년 KBS 퀴즈 대한민국 3대 퀴즈 영웅
- 2003년 제15회 한국PD대상 코미디언부문 한국방송프로듀서상
- 2003년 제30회 한국방송대상 통합 코미디언상(역대 5호)
- 2003년 KBS 연예대상 대상
- 2004년 제11회 대한민국연예예술상 신세대 희극연기부문상
- 2005년 KBS 연예대상 코미디부문 최우수코너상
- 2006년 KBS 연예대상 코미디부문 최우수코너상
- 2007년 KBS 연예대상 코미디부문 우수코너상
- 2007년 제44회 저축의 날 국무총리 표창
- 2007년 방송 80주년 기념 한국방송협회장 표창
- 2013년 MBC 방송연예대상 라디오부문 우수상
- 2014년 MBC 방송연예대상 라디오부문 우수상
- 2017년 MBC 방송연예대상 라디오 부분 최우수상 《박준형, 정경미의 2시만세》
- 2019년 KBS 연예대상 코미디부문 최우수상
- 2023년 MBC 라디오 브론즈마우스상
- 2023년 KBS 연예대상 베스트 커플상 (with 김지혜)

## 가족 관계
- 배우자: 김지혜 (1979년 5월 25일 ~ )
  - 장녀: 박주니 (2007년 3월 29일 ~ )
  - 차녀: 박혜이 (2009년 4월 24일 ~ )